# Bibelens bøger
Bibelens bøger bliver inddelt forskelligt af jøder, katolikker, protestanter, og ortodokse kristne, samtidig med at mange versioner overlapper hinanden. Her findes en skematisk opdeling af bøgerne, både i Det Gamle Testamente, og i Det Nye Testamente. For yderligere information om uenighederne, se: Den bibelske kanon.

## Tanakh(Den hebraiske Bibel)
Loven (Torah)
- Første Mosebog
- Anden Mosebog
- Tredje Mosebog
- Fjerde Mosebog
- Femte Mosebog

Profeterne (Nevi’im)
- Josvabogen
- Dommerbogen
- Samuels Bog, (Første Samuelsbog og Anden Samuelsbog)
- Kongernes Bog, (Første Kongebog og Anden Kongebog)
- Esajas' Bog
- Jeremias' Bog
- Ezekiels’ Bog
- Tolvprofetbogen

Skrifterne (Ketuvim)
- Salmernes Bog
- Jobs Bog
- Ordsprogenes Bog
- Ruths Bog
- Højsangen
- Prædikerens Bog
- Klagesangene
- Esters Bog
- Daniels Bog
- Ezras Bog (inkl. Nehemias’ Bog
- Krønikebogen, (Første Krønikebog og Anden Krønikebog)

## Septuaginta(Det Gamle Testamente på Græsk)
Mosebøgerne
- Første Mosebog
- Anden Mosebog
- Tredje Mosebog
- Fjerde Mosebog
- Femte Mosebog

De historiske bøger
- Josvabogen
- Dommerbogen
- Ruths Bog
- Første Kongerigernes Bog, (Første Samuelsbog)
- Anden Kongerigernes Bog, (Anden Samuelsbog)
- Tredje Kongerigernes Bog, (Første Kongebog)
- Fjerde Kongerigernes Bog, (Anden Kongebog)
- Første Krønikebog
- Anden Krønikebog
- Første Ezras Bog (den pseudepigrafiske Tredje Ezras Bog
- Anden Ezras Bog (Ezras Bog og Nehemias’ Bog)

De poetiske bøger (hagiograferne)
- Salmernes Bog
- Oder (inkl. apokryfen Manasses Bøn)
- Ordsprogenes Bog
- Prædikerens Bog
- Højsangen
- Jobs Bog
- Visdommens Bog (apokryf)
- Siraks Bog (apokryf)
- Salomos Salmer (pseudepigraf)
- Esters Bog (inkl. de apokryfe tilføjelser)
- Judits Bog (apokryf)
- Tobits Bog (apokryf)

De profetiske bøger
- Hoseas’ Bog
- Amos' Bog
- Mikas Bog
- Joels Bog
- Obadias' Bog
- Jonas' Bog
- Nahums Bog
- Habakkuks Bog
- Sefanias' Bog
- Haggajs Bog
- Zakarias' Bog
- Malakias’ Bog
- Esajas' Bog
- Jeremias' Bog
- Baruks Bog (apokryf)
- Klagesangene
- Jeremias' brev
- Ezekiels’ Bog
- Daniels Bog (inkl. de apokryfe tilføjelser)

De historiske bøger (fortsat)
- Første Makkabæerbog (apokryf)
- Anden Makkabæerbog (apokryf)
- Tredje Makkabæerbog (pseudepigraf)
- Fjerde Makkabæerbog (pseudepigraf)

## Vulgata(Den latinske Kirkebibel)
Tekst mangler, hjælp os med at skrive teksten